# Abashiri
Abashiri ( en japonés: 網走市 Abashiri-shi?,  en ruso: Абасири) es una ciudad ubicada en la subprefectura de Ojotsk en Hokkaidō, Japón.
Abashiri es más conocido por la prisión de Abashiri, una instalación de la era Meiji usada para la encarcelación de prisioneros políticos. La vieja prisión ha sido convertida en museo, pero la cárcel de máxima seguridad de la ciudad está aún en uso. Hay una importante ciudad portuaria y una terminal de ferrocarril.
En 2008, la ciudad tenía una población estimada de 40.333 habitantes y una densidad de 85,6 hab/km². La extensión total es de 470,94 km².
Abashiri está ubicada en la zona este de la subprefectura de Ojotsk, a unos 50 kilómetros al este de Kitami. No hay montañas altas, pero sí muchas colinas.

## Historia
- Marzo de 1872. Se funda la aldea de Abashiri (アバシリ村) con el nombre de Distrito de Abashiri en la provincia de Kitami.
- 1875. El Kanji 網走村 es implantado en la aldea de Abashiri.
- 1902. La aldea de Abashiri, la ciudad de Kitami, la aldea de Isani y la aldea de Nikuribake, en el distrito de Abashiri, se fusionan para formar el pueblo de Abashiri.
- 1915. La aldea de Notoro y la de Mokoto se fusionan.
- 1921. La aldea de Memanbetsu (más tarde, pueblo de Memanbetsu fusionado con Ōzora en 2006) se divide.
- 1931. Se modifica la frontera con el pueblo de Memanbetsu.
- 11 de febrero de 1947. La aldea de Higashimokoto (fusionado con Ōzora en 2006) se divide. El pueblo de Abashiri se convierte en la ciudad de Abashiri. Todos los territorios de Ōzora son parte de Abashiri.

## Clima
A pesar de la fama de ser una ciudad fría, Abashiri es calurosa en verano y recibe menos frío en invierno que la vecina Kushiro. Abashiri es la ciudad más seca del país ya que se localiza en la zona de deriva de hielo del mar de Ojotsk debido a eso recibe menos sol y tiene mucha niebla. En invierno el lago Abashiri se congela por completo.
| Parámetros climáticos promedio de Abashiri (1981–2010) | Parámetros climáticos promedio de Abashiri (1981–2010) | Parámetros climáticos promedio de Abashiri (1981–2010) | Parámetros climáticos promedio de Abashiri (1981–2010) | Parámetros climáticos promedio de Abashiri (1981–2010) | Parámetros climáticos promedio de Abashiri (1981–2010) | Parámetros climáticos promedio de Abashiri (1981–2010) | Parámetros climáticos promedio de Abashiri (1981–2010) | Parámetros climáticos promedio de Abashiri (1981–2010) | Parámetros climáticos promedio de Abashiri (1981–2010) | Parámetros climáticos promedio de Abashiri (1981–2010) | Parámetros climáticos promedio de Abashiri (1981–2010) | Parámetros climáticos promedio de Abashiri (1981–2010) | Parámetros climáticos promedio de Abashiri (1981–2010) |
| Mes                                                    | Ene.                                                   | Feb.                                                   | Mar.                                                   | Abr.                                                   | May.                                                   | Jun.                                                   | Jul.                                                   | Ago.                                                   | Sep.                                                   | Oct.                                                   | Nov.                                                   | Dic.                                                   | Anual                                                  |
| ------------------------------------------------------ | ------------------------------------------------------ | ------------------------------------------------------ | ------------------------------------------------------ | ------------------------------------------------------ | ------------------------------------------------------ | ------------------------------------------------------ | ------------------------------------------------------ | ------------------------------------------------------ | ------------------------------------------------------ | ------------------------------------------------------ | ------------------------------------------------------ | ------------------------------------------------------ | ------------------------------------------------------ |
| Temp. máx. media (°C)                                  | −2.4                                                   | −2.5                                                   | 1.6                                                    | 8.9                                                    | 14.2                                                   | 17.2                                                   | 20.8                                                   | 23.4                                                   | 20.2                                                   | 14.8                                                   | 7.4                                                    | 0.7                                                    | 10.4                                                   |
| Temp. mín. media (°C)                                  | −9.4                                                   | −10.1                                                  | −5.5                                                   | 0.4                                                    | 5.4                                                    | 9.8                                                    | 14.0                                                   | 16.6                                                   | 12.9                                                   | 6.6                                                    | 0.1                                                    | −5.9                                                   | 2.9                                                    |
| Precipitación total (mm)                               | 54.5                                                   | 36.0                                                   | 43.5                                                   | 52.1                                                   | 61.6                                                   | 53.5                                                   | 87.4                                                   | 101.0                                                  | 108.2                                                  | 70.3                                                   | 60.0                                                   | 59.4                                                   | 787.5                                                  |
| Nevadas (cm)                                           | 105                                                    | 81                                                     | 66                                                     | 21                                                     | 1                                                      | 0                                                      | 0                                                      | 0                                                      | 0                                                      | 1                                                      | 18                                                     | 85                                                     | 378                                                    |
| Días de nevadas (≥ 1 mm)                               | 27.0                                                   | 24.1                                                   | 22.3                                                   | 11.2                                                   | 2.4                                                    | 0                                                      | 0                                                      | 0                                                      | 0                                                      | 1.4                                                    | 12.5                                                   | 23.4                                                   | 124.3                                                  |
| Horas de sol                                           | 114.3                                                  | 139.4                                                  | 172.4                                                  | 177.8                                                  | 189.0                                                  | 174.0                                                  | 168.7                                                  | 172.1                                                  | 165.2                                                  | 160.1                                                  | 121.3                                                  | 115.0                                                  | 1869.3                                                 |
| Humedad relativa (%)                                   | 73                                                     | 74                                                     | 72                                                     | 69                                                     | 73                                                     | 80                                                     | 83                                                     | 81                                                     | 77                                                     | 70                                                     | 68                                                     | 70                                                     | 74.2                                                   |
| Fuente: Japan Meteorological Agency                    |                                                        |                                                        |                                                        |                                                        |                                                        |                                                        |                                                        |                                                        |                                                        |                                                        |                                                        |                                                        |                                                        |

## Ciudad hermana
- La ciudad hermanada de la ciudad de Abashiri es Port Alberni en Columbia Británica, Canadá. Cada año, muchos estudiantes participan en programas de intercambio entre las dos ciudades

## Transporte
El aeropuerto de Memanbetsu está situado cerca de Ōzora.